# Apolemichthys
Apolemichthys es un género de peces ángel marinos en la familia Pomacanthidae.

## Especies
- Apolemichthys arcuatus (Gray, 1831)
- Apolemichthys armitagei (Smith, 1955)
- Apolemichthys griffisi (Carlson y Taylor, 1981)
- Apolemichthys guezei (Randall y Mauge, 1978)
- Apolemichthys kingi (Heemstra, 1984)
- Apolemichthys trimaculatus (Cuvier, 1831)
- Apolemichthys xanthopunctatus (Burgess, 1973)
- Apolemichthys xanthotis (Fraser-Brunner, 1950)
- Apolemichthys xanthurus (Bennett, 1833)